# Старокадомский, Михаил Леонидович
Михаи́л Леони́дович Старока́домский (31 мая [13 июня] 1901, Брест-Литовск, Гродненская губерния, Российская империя — 24 апреля 1954, Москва, СССР) — советский композитор, органист и педагог. Лауреат Сталинской премии третьей степени (1952).

## Биография
М. Л. Старокадомский родился 31 мая (13 июня) 1901 года в Брест-Литовске (ныне Брест, Белоруссия) в семье врача, полярного исследователя Л. М. Старокадомского. Окончил МГК имени П. И. Чайковского по классам органа у А. Ф. Гедике в 1926 году и композиции у Н. Я. Мясковского два года спустя. В течение некоторого времени Старокадомский выступал с сольными органными концертами, а с 1930 года преподавал в МГК имени П. И. Чайковского оркестровку (с 1947 года — профессор).
В 1923—1932 годах Старокадомский входил в состав Ассоциации современной музыки, в 1930-е годы его музыка (сочинения для органа и оркестровые работы) с успехом исполнялась за границей (в Чехословакии, Франции и США). В СССР композитор получил широкую известность в 1930-х — 1950-х годах прежде всего как автор детских песен (в том числе «Любитель-рыболов» и «Весёлые путешественники» («Мы едем, едем, едем…»)). Старокадомский также работал на радио, писал музыку к кинофильмам, был известен как музыкальный критик и писатель. Среди написанных им книг — учебники оркестровки и истории музыкальных стилей, в которых развиты идеи Н. А. Римского-Корсакова.
М. Л. Старокадомский умер 24 апреля 1954 года. Похоронен в Москве на Введенском кладбище (25 уч.).

## Награды и премии
- Сталинская премия третьей степени (1952) — за песни для детей «Под знаменем мира», «Песня о старших братьях», «Песня о зарядке», «Весёлые путешественники»
- орден Трудового Красного Знамени (28.12.1946)

## Сочинения
- опера «Соть» (по Л. М. Леонову, 1933)

Оперетты
- «Как её зовут?» (1934)
- «Три встречи» (1942)
- «Весёлый петух» (1943)
- «Солнечный цветок» (1947)
- Оратория «Семён Проскурин» (на слова Н. Н. Асеева) для чтеца, голоса, хора и оркестра (1931)Екатерина Леонидовна и Михаил Леонидович Старокадомские. Воронеж, 1927-30 г.

Оркестровые сочинения
- аллегро (1928)

Екатерина Леонидовна и Михаил Леонидович Старокадомские. Воронеж, 1927-30 г.

- «Добрый вечер», три сюиты (1932, 1947, 1950)
- танцевальная сюита (1932)
- концерт для оркестра (1933)
- концерт для органа с оркестром (1934)
- концерт для скрипки с оркестром (1937)
- симфония (1940—1941)
- торжественный марш (1942)
- марши для духового оркестра

Камерные сочинения
- два струнных квартета (1925, 1928)
- квартет для кларнета и струнного трио (1931)
- квартет для гобоя и струнного трио (1931)

Сочинения для фортепиано
- соната (1926)
- сонатина (1935)
- «Музыкальные картинки» (1946)
- романсы и песни для голоса и фортепиано
- детские песни